# Alstom Konstal

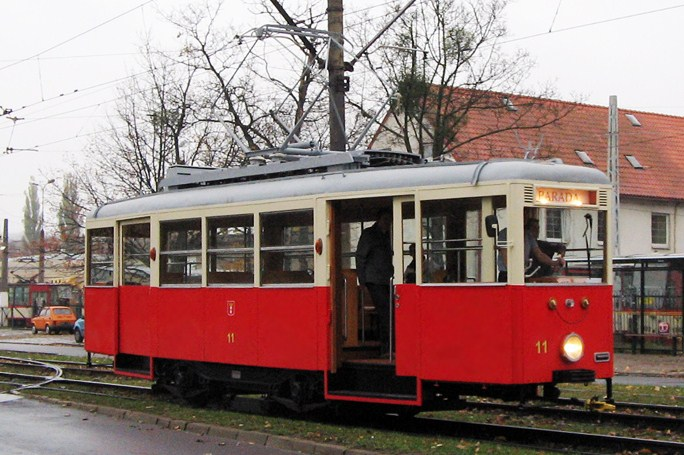
Konstal N, tillverkad 1948–1956, i Danzig

Alstom Konstal, till 1997 Konstal, är en polsk tillverkare av spårvagnar och andra rälsfordon i Chorzów.

## Historik
Det statliga stålverket Königshütte grundades 1797 i orten Königshütte i Oberschlesien. Detta  hade också ett hjulmakeri, och från 1864 tillverkades delar av utrustning för järnvägar. År 1871 fusionerades Königshüttejärnverket och det 1838 grundade Laurahütte till Vereinigten Königs- und Laurahütte AG. Detta byggde från slutet av 1800-talet också järnvägsgodsvagnar.
Efter Tysklands avträdande av delar av Oberschlesien till Polen 1922, omvandlades fabriken för järnvägsvagnar och andra delar av företaget som hamnat i Polen 1925/1926 till det polska företaget Górnośląskie Zjednoczone Huty Królewska i Laura S.A.. På 1920-talet tillverkade företaget främst spårvagnar och broar. Det inkluderade också stålverket Huta Piłsudski. År 1927 avskiljdes järnvägsvagnsfabriken under namnet Chorzowska Wytwórnia Konstrukcji Stalowych ("Chorzóws fabrik för stålkonstruktioner"), vilket gav kortnamnet Konstal.
Efter Tysklands annektering av delar av Polen under andra världskriget ändrades företagets namn till OSMAG (Oberschlesische Maschinen- und Waggonfabrik AG). Efter andra världskriget, återigen som ett polskt företag, återtogs 1947 namnet Konstal. Från 1948 tillverkades fler än 3 000 spårvagnar av modellerna Konstal N till Konstal 5N, vilka hade utvecklats från tyska enhetsspårvagnsmodellen Kriegsstrassenbahnwagen.
Efter det att Warszawas spårvägar hade införskaffat två tjeckiska Tatra T1-spårvagnar, byggdes i Chorzów denna modell med blygsamma förändringar. Mellan 1959 och 1969 tillverkades 845 motorvagnar, nästan uteslutande för Warszawa.
Modellen Konstal 13N utvecklades till den sexaxlade modell med jakobsboggier, som började serietillverkas 1969 som Konstal 102N, och senare modifierad och tillverkad i ungefär 700 exemplar.
År 1973 utvecklades den fyraxlade Konstal 105N, som tillverkades i 984 exemplar 1973–1979, och senare 2 141 spårvagnar av den modifierade Konstal 105Na.

## Senare utveckling
Vid Polens övergång från planekonomi till marknadsekonomi genomgick företaget en kritisk period. Det utvecklade en modern spårvagn och byggde 1997 två exemplar av en ledspårvagn med tre segment och låggolv i mittsegmentet av modellen Konstal 114Na.
Samma år köptes Konstal av franska Alstom och omdöptes till Alstom Konstal. Genom en drastisk rationalisering minskade antalet anställda från 8 500 till 2 000.. Numera tillverkas tunnelbanetåg modell Metropolis och moderna låggolvsspårvagnar av modell Alstom Citadis.

## Fotogalleri

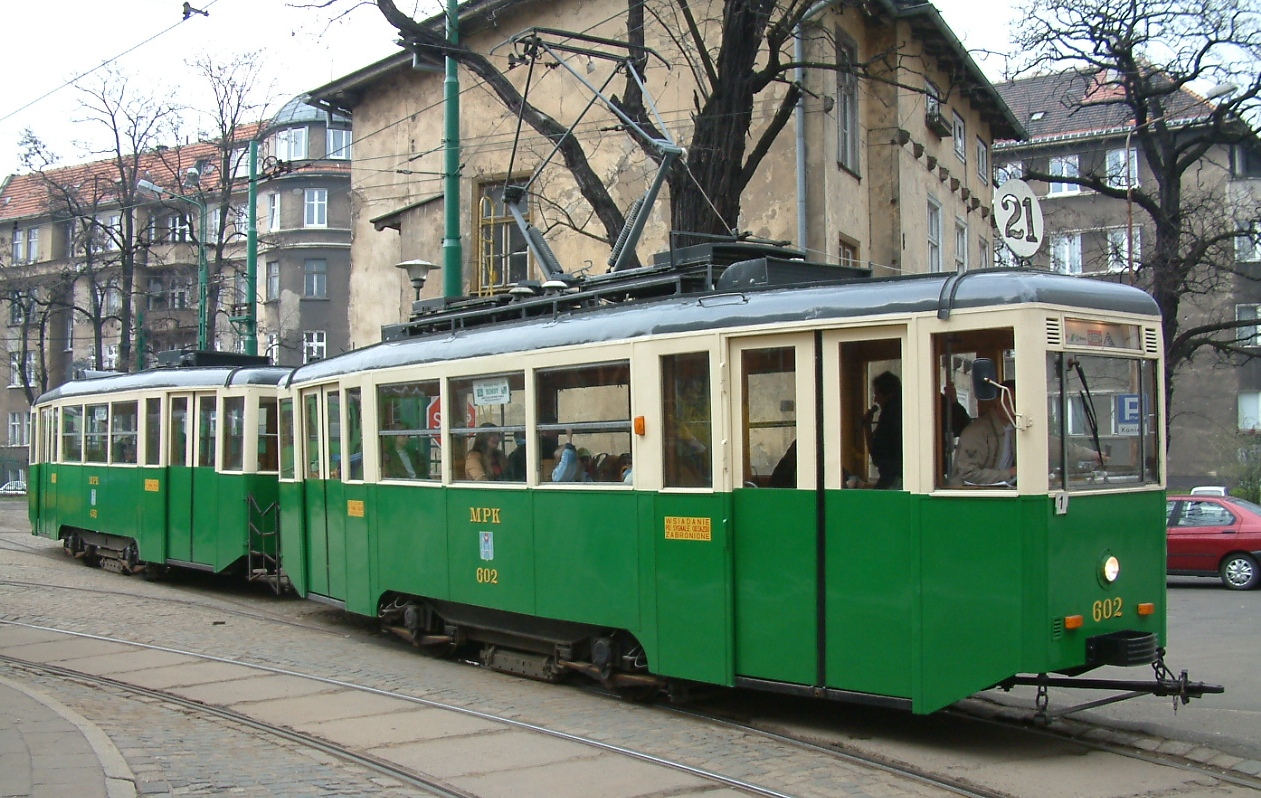
Konstal 4N, tillverkad 1956–1962, i Posen
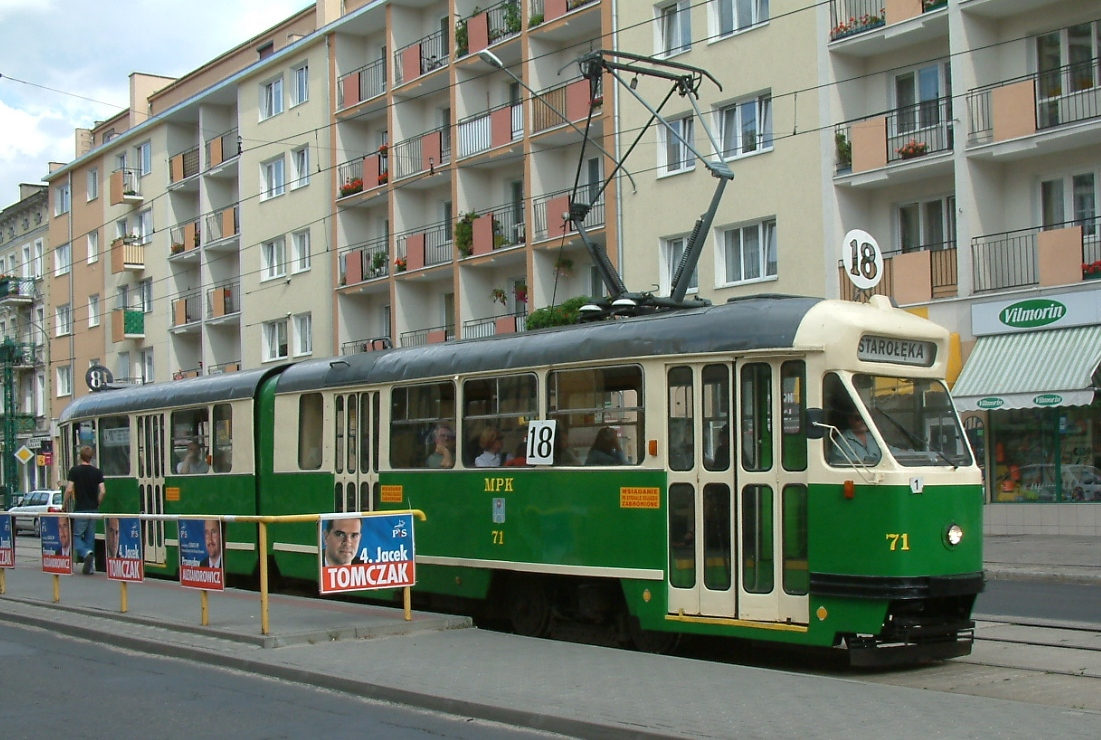
Konstal 102Na, tillverkad 1970–1973, i Posen
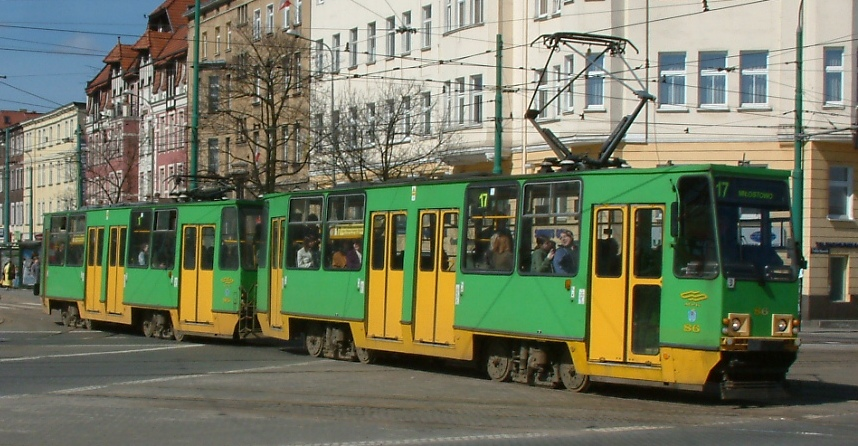
Konstal 105Na, tillverkad 1979–1992, i Posen
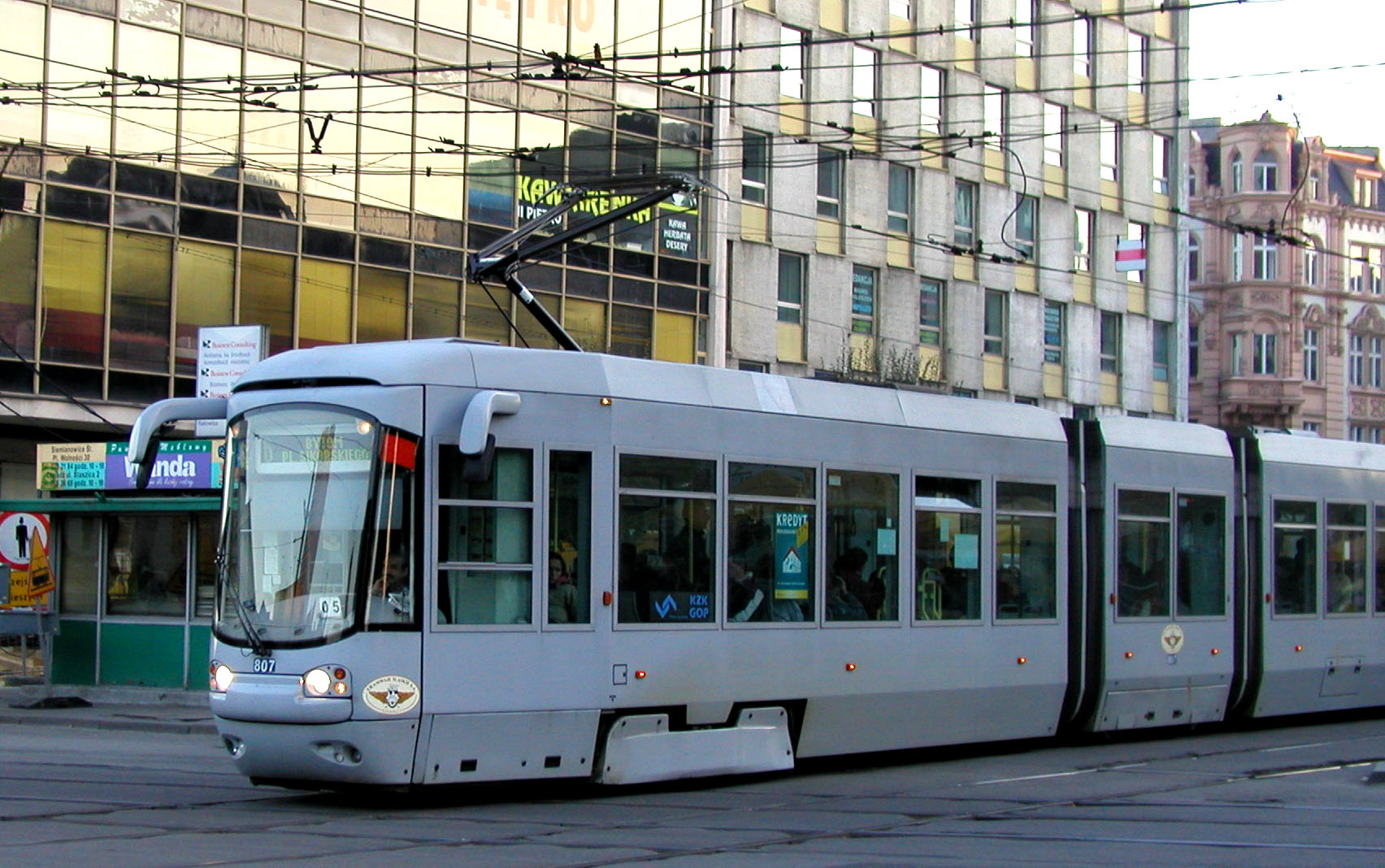
Låggolvsspårvagn Alstom-Konstal 116Nd (Alstom Citadis) i Bytom
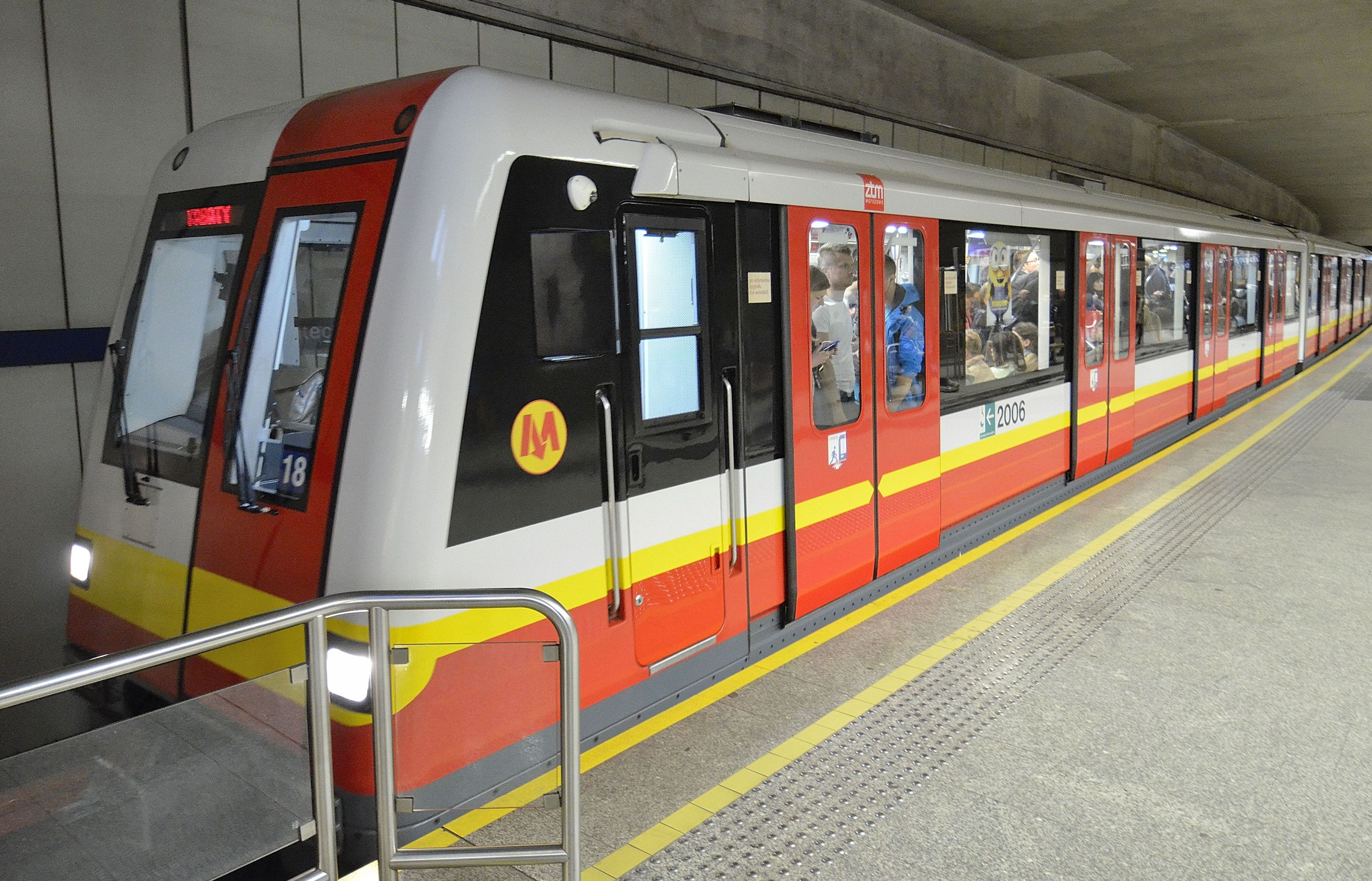
Alstom Metropolis 98B i Warszawa, levererade 2001–2005